# 2017 na literatura

## Mortes
| Data | Nome | Profissão | Nacionalidade | Observações | Ref |
| ---- | ---- | --------- | ------------- | ----------- | --- |

- 16 de março - Torgny Lindgren, 78 anos, escritor sueco

## Prémios literários
- Prémio Literário Urbano Tavares Rodrigues - Isabela Figueiredo com o livro "A Gorda"[1]
- Prémio Literário Maria Rosa Colaço - Ana do Vale Lázaro com o livro Pescadores de nuvens[2]

- Nobel de Literatura - Kazuo Ishiguro
- Grande Prémio dos Nove - Agneta Plejel
- Prémio Nórdico da Academia Sueca - Dag Solstad